# MK14

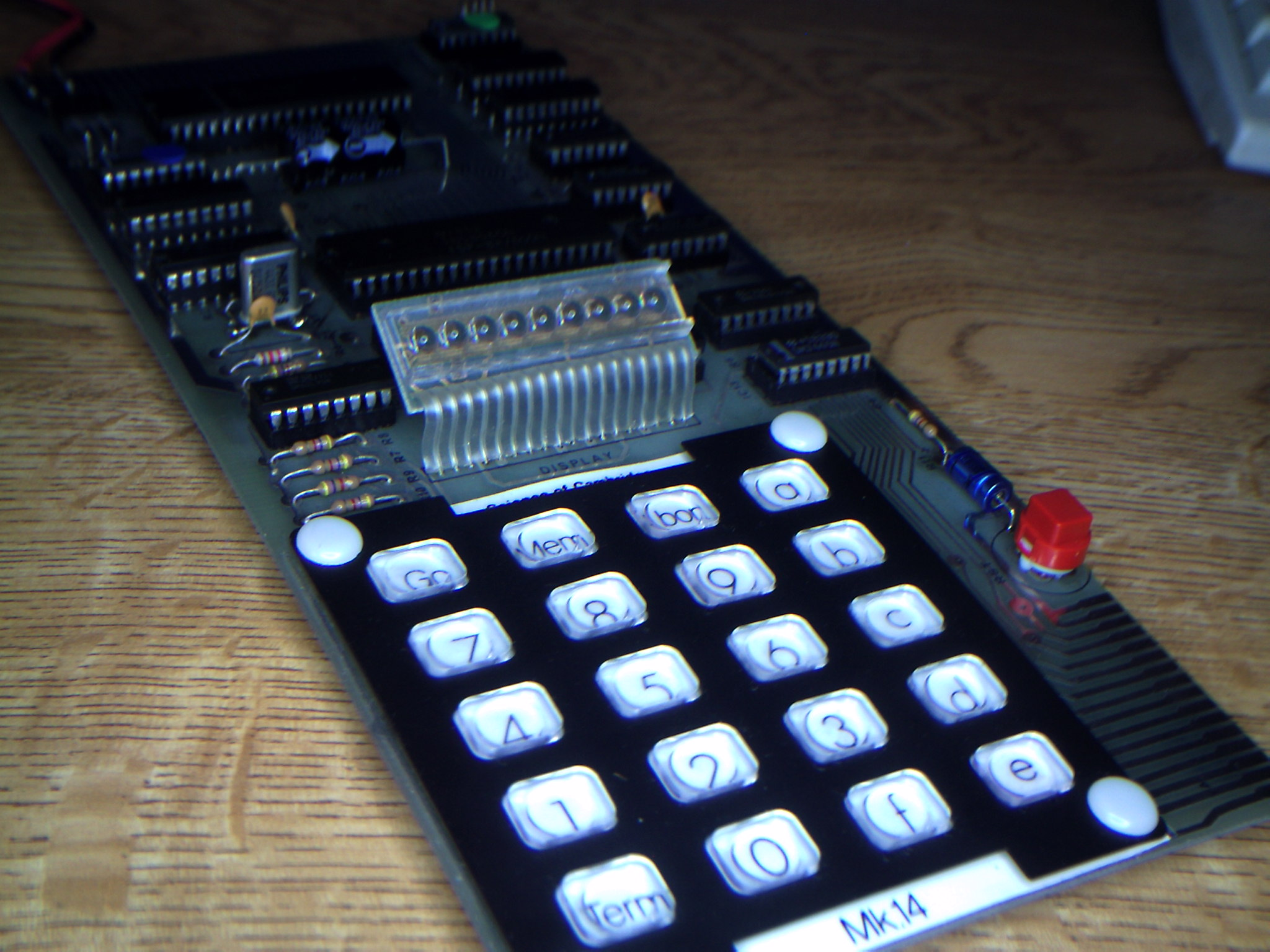
Microordinateur MK14

Le Microcomputer Kit 14, ou MK14, est un micro-ordinateur vendu en kit à des particuliers pour 795 francs par Science of Cambridge (au Royaume-Uni) à partir de 1977. Il s'en est vendu plus de 50 000 exemplaires dans le monde[Quand ?][réf. nécessaire].

## Description
Le MK14 repose sur le microprocesseur SC/MP (INS8060) de National Semiconductor et comporte 256 octets de mémoire vive directement extensibles (sur la carte) à 640 octets ou à 2 170 octets en tout. 
L'afficheur est une barrette de huit ou neuf diodes électroluminescentes rouges à sept segments.
Les entrées se font sur un clavier de 20 touches dont 16 chiffres hexadécimaux. En option, on peut adjoindre une visu[Quoi ?] de 32 colonnes sur 16 lignes (ou graphique 64 × 64), une mémoire vive E/S INS8154N de 16 lignes et une interface pour magnétophone à cassette de stockage permanent des programmes ou des données.
Des magazines d'informatique individuelle donnent de nombreux montages additionnels, comme des cartes son ou des cartes de 64 ko de mémoire externe.